# Гиномонецке биљке
Гиномонецке биљке су оне врсте које имају и једнополне и двополне цветове, али тако да се на једној биљци налазе заједно и хермафродитни и женски цветови. Пример такве биљке је пуцавац (лат. Silene vulgaris). Стандардно објашњење гиномонецких индивидуа је утицај гена за мушку фертилизацију у нуклеусу на непотпуно обнављање стерилизоване цитоплазме. Ово објашњење су тестирали неки научници чији је рад објављен у научном часопису „Journal of Heredity“. Тако су спровели низ укрштања врсте S. vulgaris, односно јединки различитог пола. Резултати су показали да женски и хермафродитни цветови на истој биљци дају младице сва три пола, али различите учесталости. Ови резултати се не би добили уколико би непотпуно обнављање било објашњење. Уместо тога, аутори су као објашњење предложили сегрегацију једног или више генетичких фактора који утичу на сексуални фенотип цветова и самим тим, биљака.